# Петр Часлава
Петр Часлава (чеськ. Petr Čáslava; 3 вересня 1979, м. Пардубиці, ЧССР) — чеський хокеїст, захисник. Виступає за ХК «Пардубиці» у Чеській Екстралізі.
Вихованець хокейної школи ХК «Пардубиці». Виступав за ХК «Пардубиці», «Дукла» (Їглава), «Градець-Кралове», «Сєвєрсталь» (Череповець), ХК «Тімро», ЦСКА (Москва), «Сєвєрсталь» (Череповець).
У чемпіонаті Чехії — 410 матчів (25+73), у плей-оф — 76 матчів (4+14). У чемпіонатах Швеції — 43 матчі (3+8), у плей-оф — 5 матчів (1+2).
У складі національної збірної Чехії учасник чемпіонатів світу 2007, 2008, 2009, 2010, 2011, 2012, 2013 і 2015 (67 матчів, 4+8).
Досягнення
- Чемпіон світу (2010), бронзовий призер (2011, 2012)
- Чемпіон Чехії (2005), срібний призер (2003, 2007).